# Central hidroeléctrica de Chivor
La Central Hidroeléctrica de Chivor es la tercera central eléctrica con mayor capacidad instalada en Colombia, teniendo una capacidad instalada de 1000 MW, está ubicada en el municipio de Santa María en el departamento de Boyacá, a 160 km de Bogotá. El lago artificial creado para proveer la potencia hidroeléctrica a esta central se llama embalse la Esmeralda, el cual limita con el territorio de los municipios de Macanal, Chivor y Almeida.

## Datos Técnicos
La central tiene 8 unidades con las siguientes características:
- Potencia nomimal: 125 MW
- Caudal nominal: 20.25 m³/s
- Velocidad de giro: 450 RPM
- Tipo Turbina: Pelton